# Becel
Becel is een margarinemerk van Upfield, dat het merk overnam van Unilever. Het wordt over de hele wereld verkocht. Sinds 1962 in Nederland. De naam Becel is ontstaan uit de afkorting BCL, wat staat voor Blood Cholesterol Lowering. In Ierland, het Verenigd Koninkrijk, Spanje en Australië is het product verkrijgbaar onder de naam Flora.
Het cholesterolverlagende effect werd bereikt door het wijzigen van de triglycerideverhoudingen van het vet in de margarine: het hogere gehalte aan onverzadigde vetten zorgt ten opzichte van andere margarinemerken voor een geringe vermindering van het cholesterolgehalte in het bloed.
Later introduceerde Unilever Becelproducten onder de naam pro-activ; het effect van deze producten komt van bepaalde plantensterolen en sterolesters die het cholesterolgehalte verlagen. Dergelijke producten met een min of meer farmacologische werking worden wel nutriceuticals of functional foods genoemd. Het assortiment werd uitgebreid met yoghurtdrankjes, keukenolie en toetjes die alle de cholesterolverlagende verbindingen bevatten. In wetenschappelijk onderzoek is aangetoond dat dit effect inderdaad optreedt, alhoewel een ander onderzoek aantoont dat er geen aanwijzingen zijn voor een verminderde kans op hart- en vaatziekten door functional foods met plantensterolen.
In april 2011 werd fabrikant Unilever door de Reclame Code Commissie op de vingers getikt vanwege de slagzin "Becel. Al 50 jaar goed voor hart en bloedvaten". De commissie beoordeelde de claim als misleidend.
De Europese Commissie vaardigde op 25 juli 2013 nieuwe etiketteringsregels uit voor voedingsmiddelen en voedselingrediënten met toegevoegde fytosterolen, fytosterolesters, fytostanolen en/of fytostanolesters.
In 2018 werd Becel verkocht. De Amerikaanse investeringsmaatschappij KKR werd voor 6,8 miljard euro de nieuwe eigenaar van Becel, Zeeuws Meisje, Blue Band en de andere margarinemerken van Unilever.